# Diego Carrasco (guerrillero)
Diego Carrasco fue un guerrillero andaluz que en la Guerra de la Independencia Española al frente de su guerrilla, compuesta de hijos y vecinos en la Serranía de Ronda, no cesaba de hostilizar a los franceses.
El 6 de marzo de 1811, ayudado por el alcalde de Alpandeire, Cristóbal García Urrego, bajó por el pueblo llamado de Arrebatacapas a los llanos de frente de la Arena, a provocar a los imperiales que guarnecían la ciudad de Ronda. Visto que los franceses no salían, un puñado de guerrilleros asaltaron las tapias de una heredad, donde los imperiales habían establecido una batería avanzada y se apoderaron de ella.
Al observar Carrasco que salían numerosos soldados de Ronda contra ellos, los reforzó con 200 hombres, los mejores tiradores del país, que los recibieron con un fuego tan certero y tan sostenido, que los bonapartistas decidieron volver a encerrarse en Ronda, llevándose gran número de heridos.